# Смольянь
Смольянь (историческое название — Смольяны) — деревня в Брянском районе Брянской области, в составе Чернетовского сельского поселения. Расположена в 2 км к востоку от деревни Бетово, на правом берегу Десны. Население — 59 человек (2010).
У восточной окраины деревни — селище VI—VII вв.

## История
Современное поселение возникло не позднее XVI века (вероятно отождествление с селением Смолино, упоминаемым в Брянском уезде в конце XV века). В XVII веке — владение князей Барятинских; в XVIII веке — А. П. Салова и его дочерей, а также И. Н. Тютчева; в XIX веке — Яковлевых и других. Входила в приход села Хотылёва.
В XVII—XVIII вв. входила в состав Подгородного стана Брянского уезда; с 1861 по 1924 в Госамской волости Брянского (с 1921 — Бежицкого) уезда. С 1906 года работала церковно-приходская школа.
В 1924—1929 в Бежицкой волости; с 1929 года в Брянском районе.
До 1954 года входила в Сельцовский, Городецкий сельсовет.